# Castle Williams
Castle Williams est une fortification circulaire de grès rouge sur la pointe nord-ouest de Governors Island, à l'entrée du port de New York. Il fait partie d'un système de forts conçu et construit au début du 19e siècle pour protéger la ville de New York des attaques navales. C'est un point de repère important dans le port de New York. Avec Fort Jay (Fort Columbus), il est géré par le National Park Service dans le cadre du Governors Island National Monument. 

## Histoire

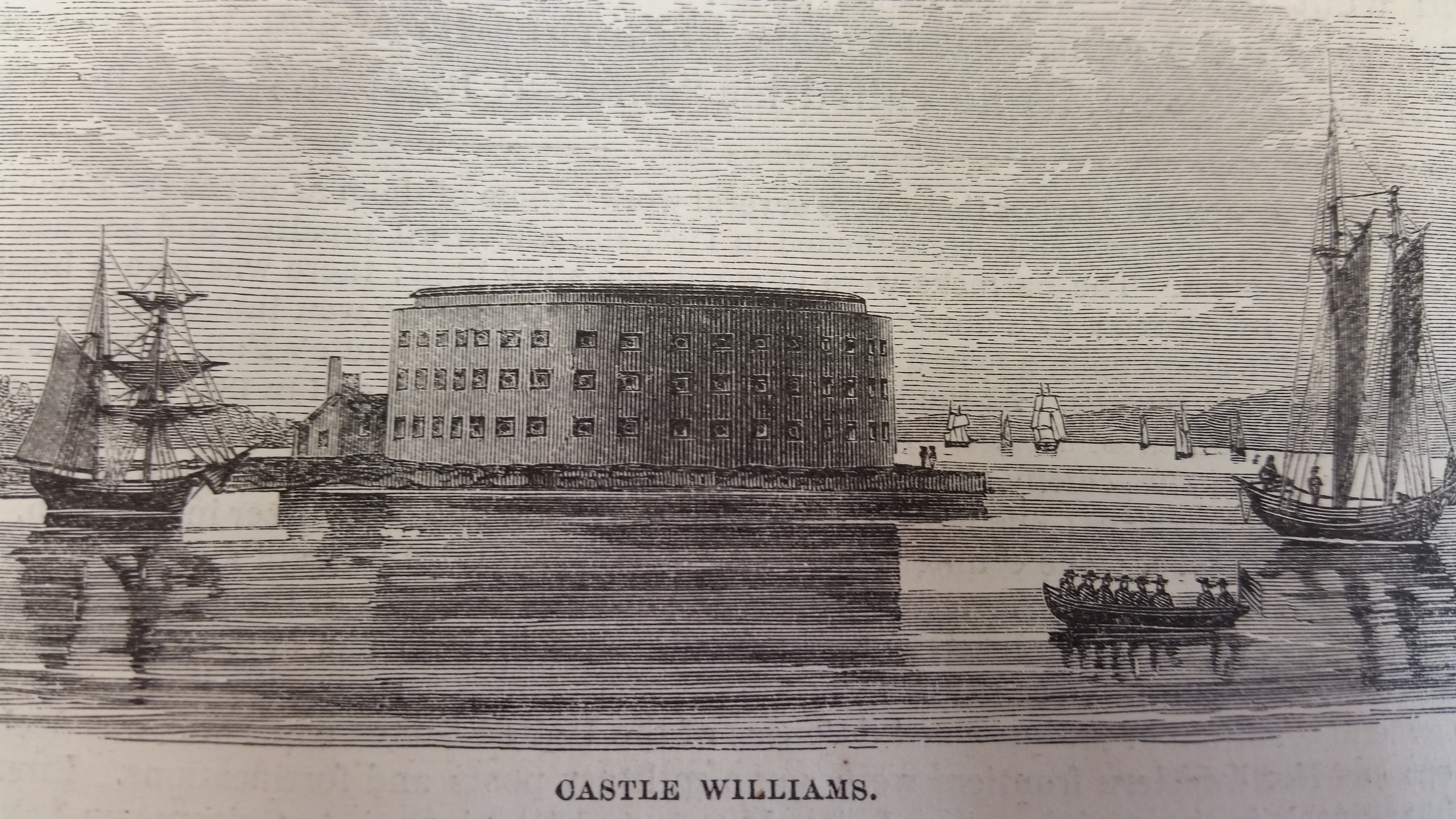
Le fort illustré dans

Castle Williams a été conçu et érigé entre 1807 et 1811 sous la direction du lieutenant-colonel (plus tard colonel) Jonathan Williams, ingénieur en chef du Corps of Engineers et premier surintendant de l'Académie militaire des États-Unis à West Point (Etat de New York). Le château était un élément d'un système défensif pour l'arrière-port qui comprenait Fort Columbus (rebaptisé plus tard Fort Jay) et la batterie sud sur Governors Island; Castle Clinton à la pointe sud de Manhattan, Fort Wood sur Liberty Island et Fort Gibson sur Ellis Island. 

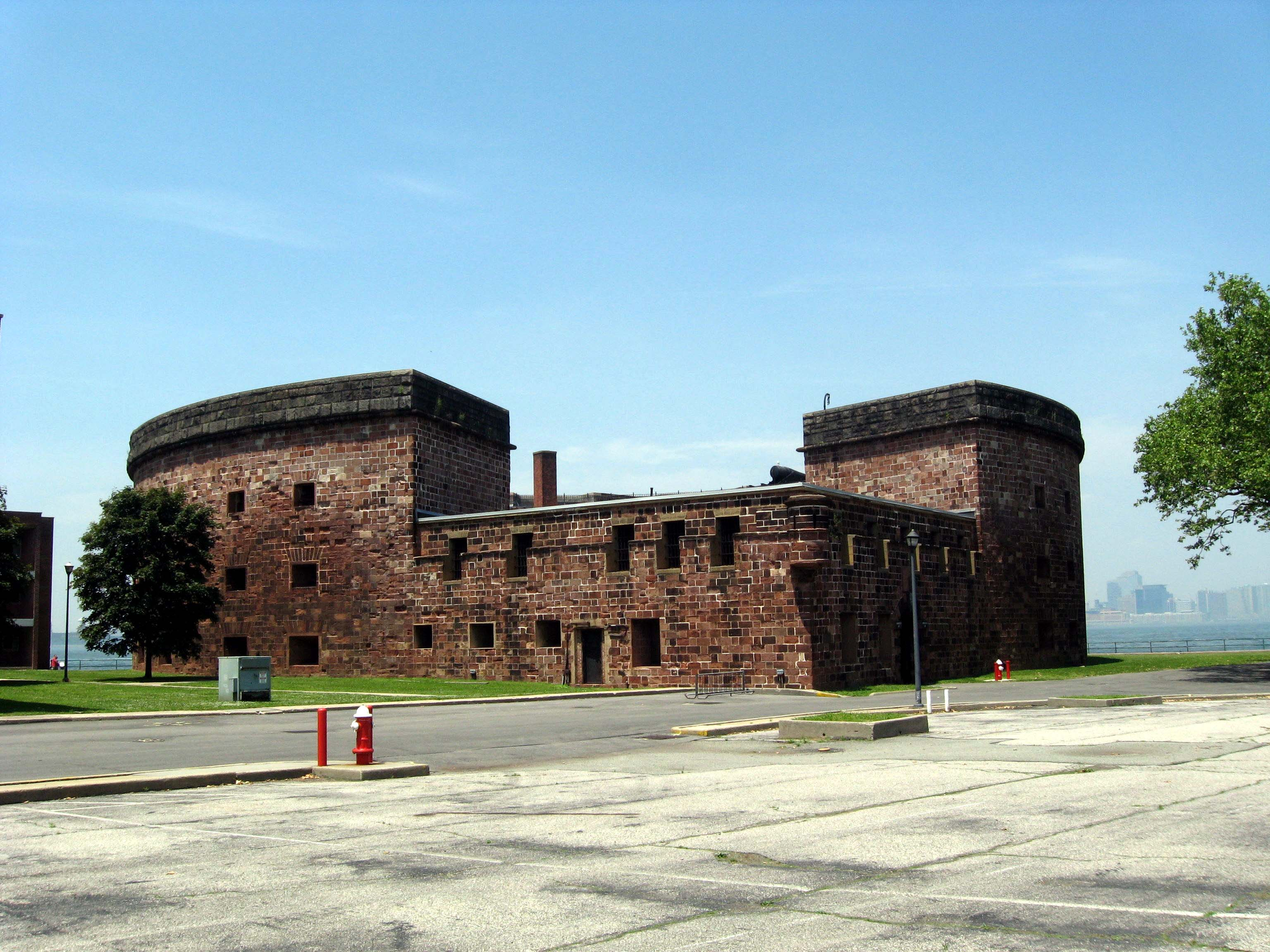
Côté terre

## Guerre de Sécession
Pendant la guerre civile, les casemates de Castle Williams ont été utilisées pour héberger les troupes de l'Union nouvellement recrutées, pour servir de caserne pour les troupes de la garnison et pour emprisonner les hommes enrôlés confédérés et les déserteurs de l'armée de l'Union. Après 1865, il est devenu une prison militaire à faible sécurité qui a également été utilisée comme logement pour les recrues et les troupes transitoires. Dans les années 1880, le fort, avec ses murs lézardés et en ruine, était considéré comme une fortification vieillissante et obsolète. Des améliorations qui comprenaient l'installation du chauffage central et de la plomberie ont probablement été apportées en 1895 lorsque Castle Williams a été désignée comme l'une des dix prisons militaires de l'armée américaine. 

## Prison

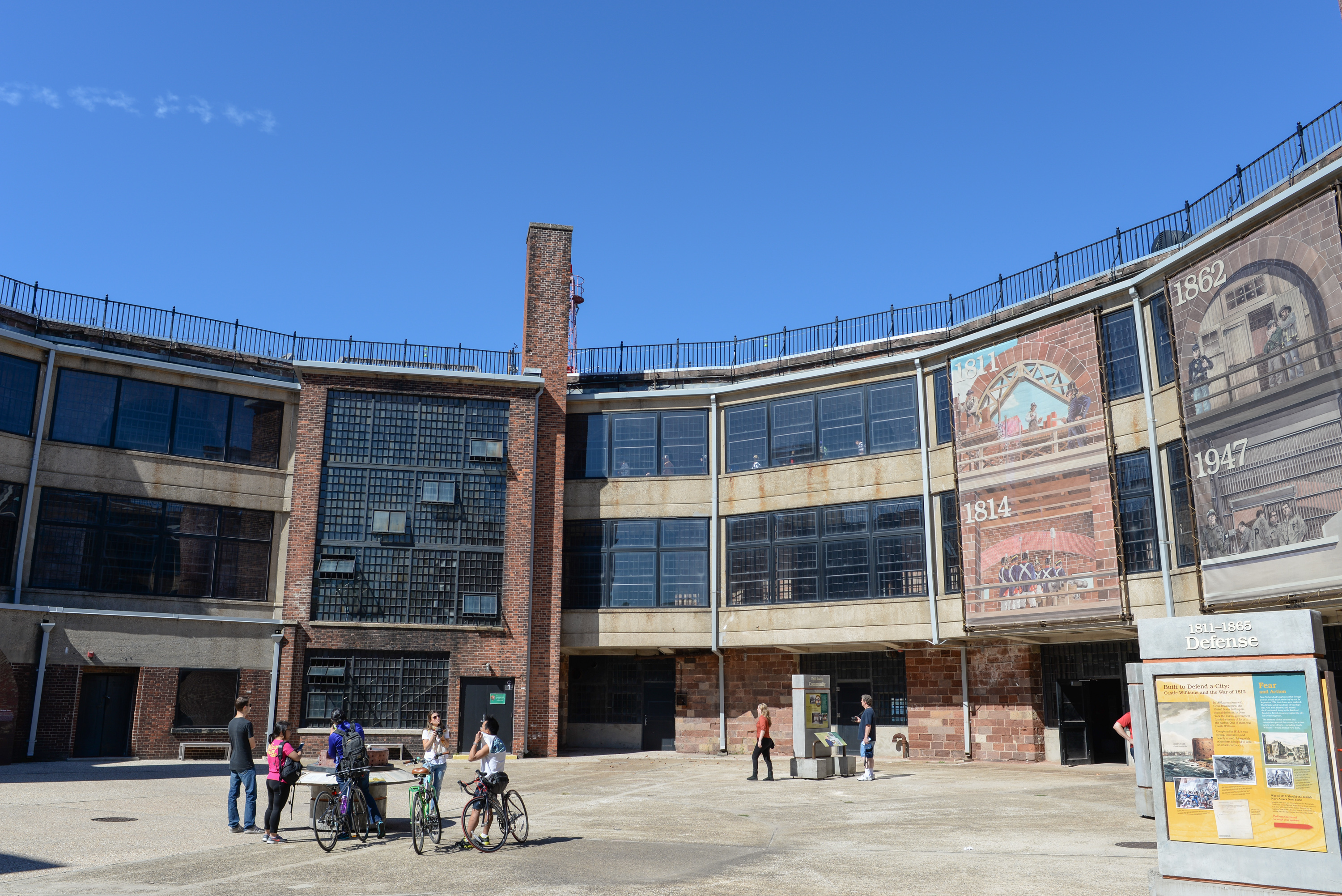
Cour intérieur de Castle Williams

Un engagement à préserver les forts de Governors Island a été pris au début du XXe siècle par le secrétaire à la Guerre Elihu Root lorsque les opérations de remblaiement ont doublé la taille de Governors Island entre 1901 et 1912. Le fort a été aménagé en prison modèle en 1903. Castle Williams est devenu la branche atlantique de la caserne disciplinaire de Fort Leavenworth en 1915 et la branche est de la caserne disciplinaire des États-Unis en 1921.  
D'importantes rénovations ont été effectuées en 1947-48 qui ont donné à la cour un aspect industriel. Castle Williams a cessé d'être une prison militaire en 1965 lorsque l'armée américaine a fermé son poste à Fort Jay et déplacé le quartier général de la First Army des États-Unis de Governors Island à Fort Meade, dans le Maryland. 

## Fermeture et conservation

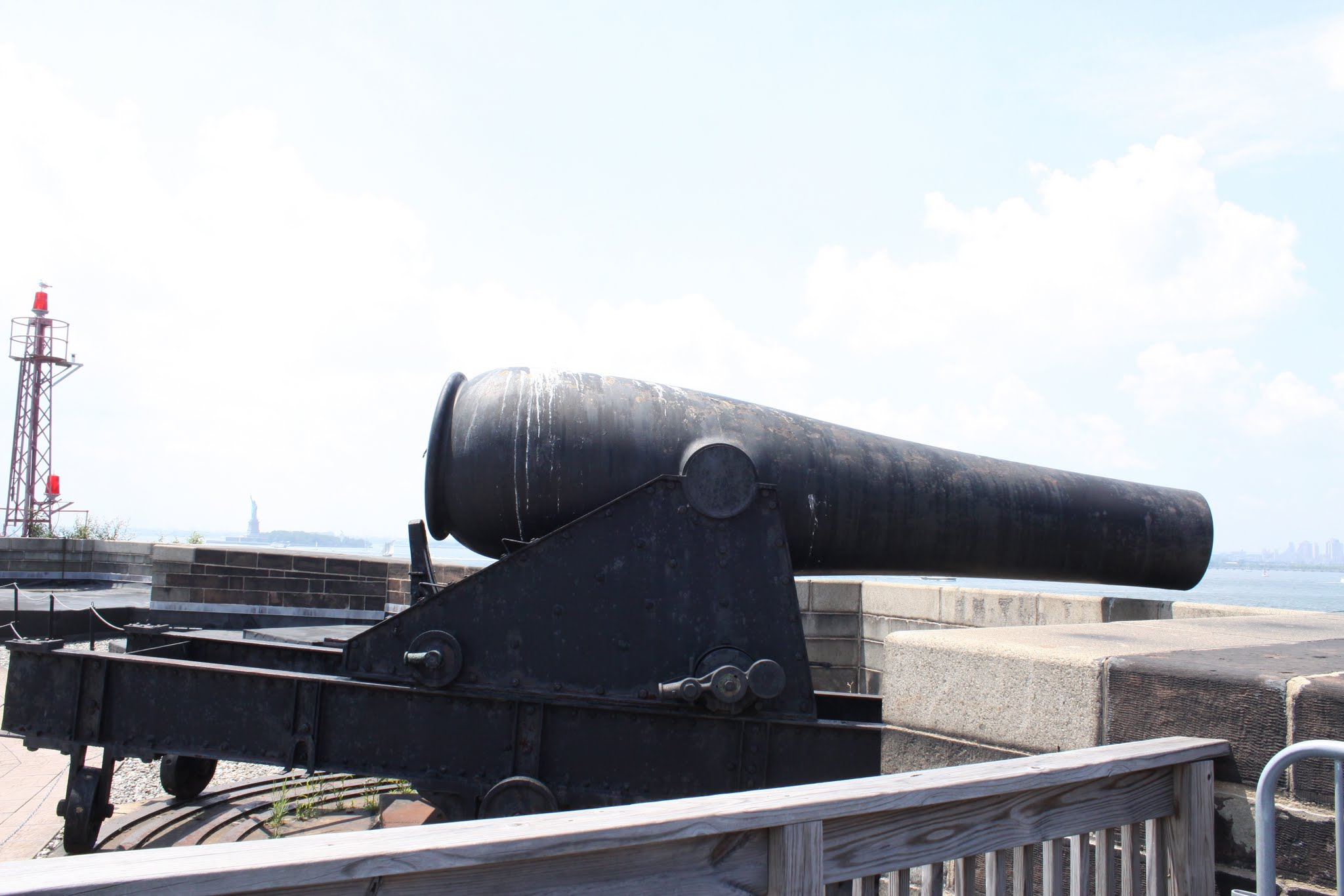
Canon au sommet de Castle Williams

La Garde côtière américaine est arrivée sur Governors Island en 1966 et a d'abord envisagé de démolir le fort. Au lieu de cela, il est devenu un centre communautaire qui a fourni une nurserie, des salles de réunion pour les scouts et les clubs, une boutique de menuiserie, des studios d'art, un laboratoire de photographie et un musée. Avec le transfert de ces fonctions civiles vers de nouveaux emplacements sur l'île au milieu des années 1970, le château a mis fin à sa carrière militaire dans un état de légère négligence comme lieu de stockage et boutique de paysage pour la Garde côtière. Lorsque la base de la Garde côtière de Governors Island a fermé ses portes en 1997, la General Services Administration a stabilisé le bâtiment avec des fenêtres de remplacement et un nouveau toit. 
En 2003, Castle Williams et la fortification voisine, Fort Jay, ont été transférés au National Park Service sous l'administration du Governors Island National Monument. Il est inscrit au registre national des lieux historiques. 